# FIFA World Player 2002
El davanter brasiler Ronaldo va guanyar el FIFA World Player of the Year 2002.

## Resultats

### Homes
| Posició | Jugador         | Punts | Equip                              |
| ------- | --------------- | ----- | ---------------------------------- |
| 1       | Ronaldo         | 384   | Inter de Milà → Reial Madrid       |
| 2       | Oliver Kahn     | 171   | Bayern de Múnic                    |
| 3       | Zinédine Zidane | 141   | Reial Madrid                       |
| 4       | Roberto Carlos  | 113   | Reial Madrid                       |
| 5       | Rivaldo         | 92    | FC Barcelona → AC Milan            |
| 6       | Raúl            | 90    | Reial Madrid                       |
| 7       | Michael Ballack | 82    | Bayer Leverkusen → Bayern de Múnic |
| 8       | David Beckham   | 51    | Manchester United FC               |
| 9       | Thierry Henry   | 38    | Arsenal FC                         |
| 10      | Michael Owen    | 34    | Liverpool FC                       |